# Allonychiurus edinensis
Allonychiurus edinensis is een springstaartensoort uit de familie van de Onychiuridae. De wetenschappelijke naam van de soort is voor het eerst geldig gepubliceerd in 1935 door Richard Siddoway Bagnall.